# Pustynniczka
Pustynniczka (Malacothrix) – rodzaj ssaków z podrodziny nadrzewników (Dendromurinae) w obrębie rodziny malgaszomyszowatych (Nesomyidae).

## Zasięg występowania
Rodzaj obejmuje jeden żyjący współcześnie gatunek występujący w południowej Afryce.

## Morfologia
Długość ciała (bez ogona) 60–87 mm, długość ogona 29–41 mm; masa ciała 15–23 g.

## Systematyka
Rodzaj zdefiniował w 1843 roku szkocki przyrodnik Andrew Smith na łamach South African Quarterly Journal. Na gatunek typowy Smith wyznaczył pustynniczkę wielkouchą (M. typica). Jednak nazwa którą ukuł Smith okazała się zajęta przez inny rodzaj gryzoni, w związku z tym w 1843 roku niemiecki zoolog i paleontolog Johann Andreas Wagner nadał rodzajowi nową nazwę.

### Etymologia
- Otomys: gr. ους ous, ωτος ōtos ‘ucho’; μυς mus, μυος muos ‘mysz’[7].
- Malacothrix: gr. μαλακος malakos ‘miękki, delikatny’; θριξ thrix, τριχος trikhos ‘włosy’[8].

### Podział systematyczny
Do rodzaju należy jeden występujący współcześnie gatunek:
- Malacothrix typica (A. Smith, 1834) – pustynniczka wielkoucha

Opisano również gatunek wymarły z plejstocenu dzisiejszej Południowej Afryki:
- Malacothrix makapani Graaff, 1961